# Forget About It
Forget About It è un album in studio della cantante e musicista statunitense Alison Krauss, pubblicato nel 1999.

## Tracce
1. Stay
2. Forget About It
3. It Wouldn't Have Made Any Difference
4. Maybe
5. Empty Hearts
6. Never Got Off the Ground
7. Ghost in This House
8. It Don't Matter Now
9. That Kind of Love
10. Could You Lie
11. Dreaming My Dreams with You